# 阿拉科纳姆
阿拉科纳姆（Arakonam），是印度泰米尔纳德邦Vellore县的一个城镇。总人口77453（2001年）。

## 人口
该地2001年总人口77453人，其中男性38975人，女性38478人；0—6岁人口7239人，其中男3722人，女3517人；识字率79.95%，其中男性为85.33%，女性为74.50%。